# Rolf Osterwalder
Rolf Osterwalder (* 4. September 1954) ist ein ehemaliger Schweizer Fussballspieler.
Der sowohl als Abwehr- als auch auf der Position des Mittelfeldspielers einsetzbare Osterwalder begann seine Karriere im Jahr 1975 bei Neuchâtel Xamax.
Nach sechs Jahren in Neuenburg wechselte er zum FC Aarau, bei dem er fast seine gesamte Karriere unter Vertrag stand. In der Nationalliga A kam er in 234 Spielen für Aarau zum Einsatz und erzielte dabei elf Tore. Sein grösster persönlicher Erfolg gelang ihm im Jahr 1985, als er zusammen mit Heinz Hermann zum Schweizer Fussballer des Jahres gewählt wurde. Die beiden Spieler erhielten dabei je 69 Stimmen, womit sich erstmals zwei Spieler den Titel teilten.
Seine grössten Erfolge mit dem FC Aarau waren im Jahr 1982 der Gewinn des Ligacups, die Teilnahme im Jahr 1988 an dem UEFA-Cup sowie eine Teilnahme am Cup der Cupsieger. In den beiden internationalen Wettbewerben blieb Osterwalder erfolglos und schied mit den Aargauern bereits in der ersten Runde aus dem Wettbewerb aus. Die Gegner 1. FC Lokomotive Leipzig und FK Roter Stern Belgrad erwiesen sich als zu stark.

## Erfolge
- Ligacup-Sieger (mit Aarau): 1982
- Teilnahme an UEFA-Cup (mit Aarau): 1988
- Teilnahme an Europapokal der Pokalsieger (mit Aarau): 1985